# Siløya

Siløya  est une petite île de la commune de Hadsel , en mer de Norvège dans le comté de Nordland en Norvège.

## Description
L'île de 0,03 km2 fait partie de l'archipel des Vesterålen. Elle est située à environ 500 m à l'ouest de la jetée ouest de Melbu. Les droits de propriété de Siløya ont été transférés à des intérêts locaux en 2011. 